# Żurawie Bagno (województwo opolskie)
Żurawie Bagno – użytek ekologiczny położony na terenie gminy Niemodlin w województwie opolskim. Utworzony Rozporządzeniem Wojewody Opolskiego z 3 lutego 1997 roku. Jego powierzchnia wynosi 5,06 ha. Przedmiotem ochrony są tu interesujące zespoły roślinne i stałe miejsce żerowania i gniazdowania wielu gatunków ptaków, w tym żurawia. 